# 퀸스 폰 오프닝
퀸즈 폰 오프닝 또는 퀸스 폰 게임은 다음 수로 시작하는 모든 체스 오프닝을 의미한다.
1. d4
이는 1.e4 다음으로 두 번째로 인기 있는 오프닝 수이다.

## 용어
"퀸즈 폰 오프닝"이라는 용어는 보통 백이 퀸스 갬빗을 플레이하지 않는 1.d4로 시작하는 오프닝을 설명하는 데 사용된다. 가장 일반적인 퀸즈 폰 오프닝은 다음과 같다.
- 런던 시스템, 2.Bf4 또는 2.Nf3 및 3.Bf4
- 트롬포프스키 어택, 1...Nf6 2.Bg5 및 유사 트롬포프스키 1...d5 2.Bg5
- 토레 어택, 2.Nf3 및 3.Bg5
- 스톤월 어택, 2.e3
- 콜레 시스템, 2.Nf3 및 3.e3
- 킹스 피앙케토 오프닝, 2.Nf3 및 3.g3
- 배리 어택, 1...Nf6 2.Nf3 g6 3.Nc3 d5 4.Bf4
- 리히터-베레소프 어택, 1...d5 2.Nc3 Nf6 3.Bg5 또는 1...Nf6 2.Nc3 d5 3.Bg5
- 블랙마르-디엠머 갬빗, 1...d5 2.e4, 그리고 휩쉬 갬빗 1...Nf6 2.Nc3 d5 3.e4

체스 오프닝 백과사전(ECO)에서 클로즈드 게임(1.d4 d5)은 코드 D00–D69로 분류된다. 흑이 1...d5를 두지 않는 오프닝은 세미 클로즈드 게임이라고 불리며 다음과 같이 분류된다.
- 인디언 디펜스에서 흑이 1...Nf6를 두는 경우(ECO 코드 A45–A79, D70–D99, E00–E99). 예를 들어 퀸스 인디언 디펜스(ECO E12–E19)가 있다.
- 흑이 1...d5나 1...Nf6를 두지 않는 다른 퀸즈 폰 오프닝. 여기에는 더치 디펜스(ECO A40–A44 및 A80–A99)가 포함된다.

## 역사
19세기와 20세기 초반에는 1.e4가 백의 가장 흔한 오프닝 수였다.(Watson 2006:87) 반면 1.d4로 시작하는 다양한 오프닝은 다소 특이하게 여겨져 "퀸즈 폰 오프닝"으로 함께 분류되었다.
1.d4의 장점이 탐색되기 시작하면서 퀸스 갬빗이 가장 자주 플레이되었는데, 다른 모든 1.d4 오프닝을 합친 것보다 더 인기가 많았다. "퀸즈 폰 오프닝"이라는 용어는 퀸스 갬빗이 아닌 1.d4 오프닝으로 범위가 좁혀졌다. 결국 초근대주의자의 노력으로 다양한 인디언 디펜스(예: 킹스 인디언, 님조-인디언, 퀸스 인디언)가 더 인기를 얻게 되었고, 이 오프닝이 각각 이름이 붙여지면서 "퀸스 폰 오프닝"이라는 용어는 더욱 좁아졌다.

## 바리에이션
아래 제시된 흑의 응수는 체스베이스의 FIDE 레이팅 게임 인기 순위에 따라 나열되었다.

### 1...Nf6
이 수는 백이 2.e4로 완전한 중앙 폰을 구축하는 것을 막는다. 이 오프닝은 보통 인디언 디펜스의 한 형태로 이어지지만, 흑이 어떤 시점에서 ...d5를 두면 퀸스 갬빗의 변형으로 이어질 수도 있다. 1...Nf6는 어차피 나올 가능성이 있는 수이므로 백의 첫 수에 대한 유연한 응수이다. 백은 보통 2.c4를 둔다. 그러면 흑은 보통 2...e6(일반적으로 님조-인디언, 퀸스 인디언, 퀸스 갬빗 디클라인드 등으로 이어진다), 2...g6(킹스 인디언 또는 그륀펠드 디펜스로 이어진다), 또는 2...c5(베노니 디펜스 또는 벤코 갬빗으로 이어진다)를 둔다. 드물게 시도되는 수로는 2...e5(부다페스트 갬빗)와 2...d6(올드 인디언 디펜스)가 있다. 백은 2.Nf3를 둘 수도 있는데, 이는 흑의 수와 마찬가지로 오프닝에 특정되지 않는다. 세 번째 대안은 2.Bg5의 트롬포프스키 어택이다.

### 1...d5
1...d5(클로즈드 게임)는 백이 의심스러운 블랙마르-디엠머 갬빗을 시도하지 않는 한 2.e4를 두는 것을 막는다. 1...d5는 1...Nf6보다 나쁜 수는 아니지만, 즉시 폰을 d5로 이동시키는 것은 흑이 더 이상 인디언 디펜스를 둘 수 없기 때문에 유연성이 다소 떨어진다. 물론 흑이 퀸스 갬빗 포지션을 목표로 한다면 이는 중요하지 않을 수도 있다. 또한 2.Bg5(호지슨 어택)와 같은 수는 1.d4 Nf6 2.Bg5에 비해 비교적 무해하다고 간주되는데, f6에 비숍이 괴롭힐 나이트가 없기 때문이다. 백의 더 일반적인 수는 퀸스 갬빗인 2.c4이며, 이때 흑은 보통 2...e6(퀸스 갬빗 거절), 2...c6(슬라브 디펜스) 또는 2...dxc4(퀸스 갬빗 수락) 중에서 선택한다. 백은 다시 오프닝에 특정되지 않는 2.Nf3를 둘 수도 있다. 그러면 흑은 ...Nf6(위와 동일) 또는 ...e6를 둘 수 있다. 백이 곧 c4를 둔다면 퀸스 갬빗이 어쨌든 발생할 수 있지만, 콜레 시스템이나 토레 어택과 같은 라인도 가능하다.

### 1...e6
프랑코-인디언 디펜스는 1.d4 e6의 수로 특징지어지는 체스 오프닝이다. 이 수는 백이 2.e4를 두어 프렌치 디펜스로 들어갈 수 있게 한다. 그러나 백이 퀸즈 폰 오프닝을 계속하고 싶다면, 2.c4와 2.Nf3는 보통 전환되어 퀸스 갬빗 디클라인드, 님조-인디언 또는 퀸스 인디언과 같은 익숙한 오프닝으로 이어진다. 1...e6 수순에만 고유한 라인은 케레스 디펜스, 1.d4 e6 2.c4 Bb4+이다.

### 1...d6
이 수는 또한 2.e4를 허용하여 피르크 디펜스로 들어간다. 백이 이를 피한다면, 2.Nf3 또는 2.c4는 킹스 인디언 또는 올드 인디언 디펜스로 이어질 수 있으며, 흑은 때때로 웨이드 디펜스라고 불리는 2...Bg4를 둘 수 있다(A41, 1.d4 d6 2.Nf3 Bg4 참조). 2.c4 e5는 랫 디펜스, 잉글리시 랫이다.

### 1...f5
1...f5는 더치 디펜스이다. 흔한 백의 수는 2.g3, 2.Nf3, 2.c4이다.

### 1...g6
1...g6는 때때로 모던 디펜스 라인이라고 불린다.
백은 2.e4를 두어 모던 디펜스로 들어갈 수 있다. 더 흔하게는 백은 2.c4를 둔다. 흑은 킹스 인디언 디펜스를 위해 2...Nf6를 둘 수 있다(1.d4 Nf6 2.c4 g6와 동일). 더 흔하게는 흑은 2...Bg7를 둔다. 그러면 백의 수는 3.Nc3, 3.e4, 3.Nf3를 포함한다. 3.Nc3와 3.e4는 종종 모던 디펜스, 아버바흐 시스템뿐만 아니라 2...d6으로 이어진다. 백은 2.Nf3를 둘 수도 있다. 흑은 킹스 인디언을 위해 2...Nf6로 응수하거나, 더 흔하게는 2...Bg7로 응수한다. 흔한 백의 응수는 3.e4, 3.c4, 3.g3이다.

### 1...c5
1...c5는 올드 베노니 디펜스이다: 이것은 거의 사용되지 않는 베노니 디펜스의 한 형태이다.

### 1...Nc6
1...Nc6는 퀸즈 나이트 디펜스 (또는 미케나스 디펜스)이다: 이는 보통 치고린 디펜스 또는 님조비치 디펜스로 전환될 수 있다.

### 1...c6
이 수는 백이 2.e4를 두어 카로-칸 디펜스로 들어갈 수 있게 한다. 그러나 백이 퀸즈 폰 오프닝을 계속하고 싶다면, 2.c4와 2.Nf3는 보통 전환되어 슬라브 디펜스, 런던 시스템, 또는 더치 디펜스와 같은 익숙한 오프닝으로 이어진다.

### 1...b6
1...b6는 잉글리시 디펜스이다. 흔한 백의 수는 2.e4(오웬 디펜스로 전환됨), 2.Nf3, 2.c4이다.

### 1...b5
1...b5는 폴리시 디펜스이다: 이것은 위험하며 주의해서 플레이해야 한다. 2번째 수까지 ...b5를 미루는 것이 더 낫다.

### 1...a6
1...a6는 빠르게 세인트 조지 디펜스로 전환될 수 있다.

### 1...e5
1...e5?!는 잉글런드 갬빗이다: 이것은 의심스러운 보상을 위해 폰을 포기한다.

### 1...Na6
1...Na6는 오스트레일리안 디펜스이다.

### 1...g5
1...g5?는 보르그 디펜스, 보르그 갬빗이다: 이것은 단순히 2.Bxg5로 폰을 잃는다.

## 같이 보기
- 체스 오프닝 목록
- 클로즈드 게임